# Amérique du Sud, de l'enfer vert à la Terre de Feu
 (novembre 2024).
Si vous disposez d'ouvrages ou d'articles de référence ou si vous connaissez des sites web de qualité traitant du thème abordé ici, merci de compléter l'article en donnant les références utiles à sa vérifiabilité et en les liant à la section « Notes et références ».
Amérique du Sud, de l'enfer vert à la Terre de Feu (en anglais : Wild South America) est une série documentaire en 6 épisodes de 50 minutes, coproduite par la BBC et Animal Planet. 
Elle est diffusée en France à partir du 21 octobre 2001 sur France 3 dans l'émission Échappées sauvages. Elle est ensuite rediffusée sur France 5 et Arte.

## Synopsis
Une découverte de la faune de l'Amérique du Sud dans toute sa diversité.

## Épisodes
1. Les mondes perdus
2. Indomptable Amazone
3. Les grandes plaines
4. Le vertige des Andes
5. La jungle amazonienne
6. Le rivage des pingouins

## Fiche technique
- Auteur : Karen Bass
- Réalisateur : Karen Bass, Huw Cordey, Ian Gray et Tim Scoones
- Musique : Nicholas Hooper
- Narrateur : Hervé Caradec (deuxième version française)
- Adaptation française : Ciné K. (première version française), MFP (deuxième version française)
- Année de production : 2000
- Sociétés de production : BBC, Animal Planet